# فيليب سيموندز
فيليب سيموندز (بالإنجليزية: Phillip Simmonds)‏ مواليد 18 مايو 1986 في نيويورك، هو لاعب كرة مضرب أمريكي يلعب باليد اليمنى. أعلى تصنيف له في الفردي كان المركز الـ 219 في سنة 2006. أعلى تصنيف له في الزوجي كان المركز الـ 200 في سنة 2007.

## النهائيات

### الفردي: (1)
| الرقم | السنة | الدورة                  | الأرضية | المنافس في النهائي | النتيجة في النهائي |
| ----- | ----- | ----------------------- | ------- | ------------------ | ------------------ |
| 1.    | 2006  | ليون (المكسيك)، المكسيك | صلبة    | ديك نورمان         | 3–6, 7–6(7–4), 6–2 |

### الزوجي: (2)
| الرقم | السنة | الدورة                      | الأرضية | الشريك         | المنافس في النهائي              | النتيجة في النهائي |
| ----- | ----- | --------------------------- | ------- | -------------- | ------------------------------- | ------------------ |
| 1.    | 2007  | نوميا، كاليدونيا الجديدة    | صلبة    | أليكس كوزنتسوف | تيري أسكيون إدوارد روجيه فازلين | 7–6(7–5), 6–3      |
| 2.    | 2008  | باتون روج، الولايات المتحدة | صلبة    | تيم سميتشك     | رايان هاريسون مايكل فينوس (تنس) | 2–6, 6–1, [10–4]   |

## روابط خارجية
- فيليب سيموندز على موقع رابطة محترفي التنس (الإنجليزية)
- فيليب سيموندز على موقع الاتحاد الدولي لكرة المضرب (الإنجليزية)
- فيليب سيموندز على موقع خلاصة التنس.كوم (الإنجليزية)
- فيليب سيموندز على موقع إي إس بي إن.كوم (الإنجليزية)